# Campeonato Paulista de Futebol Feminino de 2010
O Campeonato Paulista de Futebol Feminino de 2010 foi a 18.ª edição desta competição amadora organizada pela Federação Paulista de Futebol (FPF).
Disputada por dezoito agremiações, a competição começou no dia 17 de abril e foi finalizada em 27 de novembro. A decisão, por sua vez, foi protagonizada por Santos e São José. Bicampeã da competição, a equipe da baixada Santista obteve uma campanha superior a do rival. Por conseguinte, o clube conquistou o título após dois empates na decisão.

## Participantes e regulamento
Esta edição foi disputada por 18 agremiações; os participantes foram:
| Grupo 1 - Botucatu Futebol Clube - Associação Ferroviária de Esportes - Associação Atlética Francana - Associação Desportiva Jaguariúna - Marília Atlético Clube - Paulista Futebol Clube - Esporte Clube São Bento - Esporte Clube São Judas Tadeu Ltda. - Rio Preto Esporte Clube | Grupo 2 - Clube Atlético Juventus - Nacional Atlético Clube - Sociedade Esportiva Palmeiras - Associação Portuguesa de Desportos - Santos Futebol Clube - São Bernardo Futebol Clube - Associação Desportiva São Caetano - São José Esporte Clube - Clube Atlético Taboão da Serra |

O regulamento, por sua vez, dividiu as agremiações em dois grupos, nos quais enfrentaram os adversários da própria chave em turno e returno. Ao término desta, os quatro melhores colocados de cada grupo avançaram para compor duas chaves de quatro agremiações. Em ambas, os dois melhores colocados das chaves classificaram. Após a terceira fase, o sistema mudou para jogos eliminatórios de ida e volta. Os detentores das melhores campanhas gerais adquiriam a vantagem do mando de campo e a vantagem da igualdade no placar agregado.

## Resumo
O campeonato iniciou em 17 de abril. Nas semifinais, Santos e São José classificação após dois empates. Os clubes eliminaram seus adversários conforme o critério de desempate, pois tinham uma campanha melhor em comparação aos seus rivais. Com os resultados, ambos protagonizaram a decisão do campeonato. O clube da baixada Santista alcançou a última fase com uma campanha superior do que seu adversário e, consequentemente, adquiriu o direito de disputar o último jogo na condição de mandante e de igualar o placar agregado. Este último contexto, inclusive, aconteceu e sagrou o Santos como campeão.

## Resultados

### Primeira fase
| Pos | Equipes     | Pts | J  | V  | E | D  | GP | GC | SG  |
| --- | ----------- | --- | -- | -- | - | -- | -- | -- | --- |
| 1º  | Rio Preto   | 37  | 16 | 11 | 4 | 1  | 83 | 9  | +74 |
| 2º  | Ferroviária | 36  | 16 | 11 | 3 | 2  | 64 | 10 | +54 |
| 3º  | Francana    | 32  | 16 | 10 | 2 | 4  | 46 | 13 | +33 |
| 4º  | Botucatu    | 32  | 16 | 10 | 2 | 4  | 44 | 12 | +32 |
| 5º  | São Judas   | 31  | 16 | 9  | 4 | 3  | 35 | 18 | +17 |
| 6º  | Marília¹    | 17  | 16 | 6  | 3 | 7  | 50 | 36 | +14 |
| 7º  | São Bento   | 6   | 16 | 2  | 0 | 14 | 14 | 79 | –65 |
| 8º  | Jaguariúna² | 4   | 16 | 2  | 1 | 13 | 7  | 96 | –89 |
| 9º  | Paulista    | 4   | 16 | 1  | 1 | 14 | 9  | 79 | –70 |

| Pos | Equipes          | Pts | J  | V  | E | D  | GP | GC | SG  |
| --- | ---------------- | --- | -- | -- | - | -- | -- | -- | --- |
| 1º  | Santos           | 48  | 16 | 16 | 0 | 0  | 67 | 3  | +64 |
| 2º  | São José-SP      | 42  | 16 | 14 | 0 | 2  | 50 | 7  | +43 |
| 3º  | São Caetano      | 31  | 16 | 10 | 1 | 5  | 40 | 23 | +17 |
| 4º  | Portuguesa       | 28  | 16 | 9  | 1 | 6  | 40 | 20 | +20 |
| 5º  | Juventus-SP      | 26  | 16 | 8  | 2 | 6  | 19 | 23 | –4  |
| 6º  | Palmeiras        | 14  | 16 | 4  | 2 | 10 | 25 | 35 | –10 |
| 7º  | Nacional-SP      | 12  | 16 | 3  | 3 | 10 | 12 | 46 | –34 |
| 8º  | Taboão da Serra³ | 3   | 16 | 3  | 0 | 13 | 15 | 48 | –33 |
| 9º  | São Bernardo     | 1   | 16 | 0  | 1 | 15 | 14 | 77 | 63  |

### Segunda fase

#### Grupo 3
| Pos | Equipes     | Pts | J | V | E | D | GP | GC | SG  |
| --- | ----------- | --- | - | - | - | - | -- | -- | --- |
| 1º  | São José-SP | 18  | 6 | 6 | 0 | 0 | 13 | 2  | +11 |
| 2º  | Rio Preto   | 9   | 6 | 3 | 0 | 3 | 11 | 14 | –3  |
| 3º  | Botucatu    | 6   | 6 | 2 | 0 | 4 | 8  | 13 | –5  |
| 4º  | São Caetano | 3   | 6 | 1 | 0 | 5 | 9  | 12 | –3  |

|             | RPR | SJO | SCA | BOT |
| ----------- | --- | --- | --- | --- |
| Rio Preto   | —   | 1–4 | 2–1 | 2–1 |
| São José-SP | 3–0 | —   | 2–0 | 1–0 |
| São Caetano | 2–4 | 0–1 | —   | 5–0 |
| Botucatu    | 3–2 | 1–2 | 3–1 | —   |

#### Grupo 4
| Pos | Equipes     | Pts | J | V | E | D | GP | GC | SG  |
| --- | ----------- | --- | - | - | - | - | -- | -- | --- |
| 1º  | Santos      | 16  | 6 | 5 | 1 | 0 | 11 | 4  | +7  |
| 2º  | Ferroviária | 9   | 6 | 2 | 3 | 1 | 14 | 9  | +5  |
| 3º  | Portuguesa  | 8   | 6 | 2 | 2 | 2 | 8  | 6  | +2  |
| 4º  | Francana    | 0   | 6 | 0 | 0 | 6 | 0  | 14 | –14 |

|             | SAN | FER | FRA | POR |
| ----------- | --- | --- | --- | --- |
| Santos      | —   | 3–2 | 3–0 | 1–0 |
| Ferroviária | 2–2 | —   | 3–0 | 3–3 |
| Francana    | 0–1 | 0–3 | —   | 0–1 |
| Portuguesa  | 0–1 | 1–1 | 3–0 | —   |

### Fase final
|  | Semifinais       | Semifinais  | Semifinais | Semifinais |   |             | Final | Final | Final | Final |
|  |                  |             |            |            |   |             |       |       |       |       |
|  | Ferroviária      | 3           | 0          | 3          |   |             |       |       |       |       |
|  | São José-SP (mc) | 3           | 0          | 3          |   |             |       |       |       |       |
|  | São José-SP (mc) | 3           | 0          | 3          |   | São José-SP | 2     | 1     | 3     |       |
|  |                  |             |            |            |   | São José-SP | 2     | 1     | 3     |       |
|  |                  | Santos (mc) | 2          | 1          | 3 |             |       |       |       |       |
|  | Rio Preto        | Santos (mc) | 2          | 1          | 3 | 0           | 1     | 1     |       |       |
|  | Rio Preto        |             |            |            |   | 0           | 1     | 1     |       |       |
|  | Santos (mc)      | 0           | 1          | 1          |   |             |       |       |       |       |

## Premiação
| Campeonato Paulista de Futebol Feminino de 2011 |
| ----------------------------------------------- |
| SANTOS (2º título)                              |